# The Blonde Saint

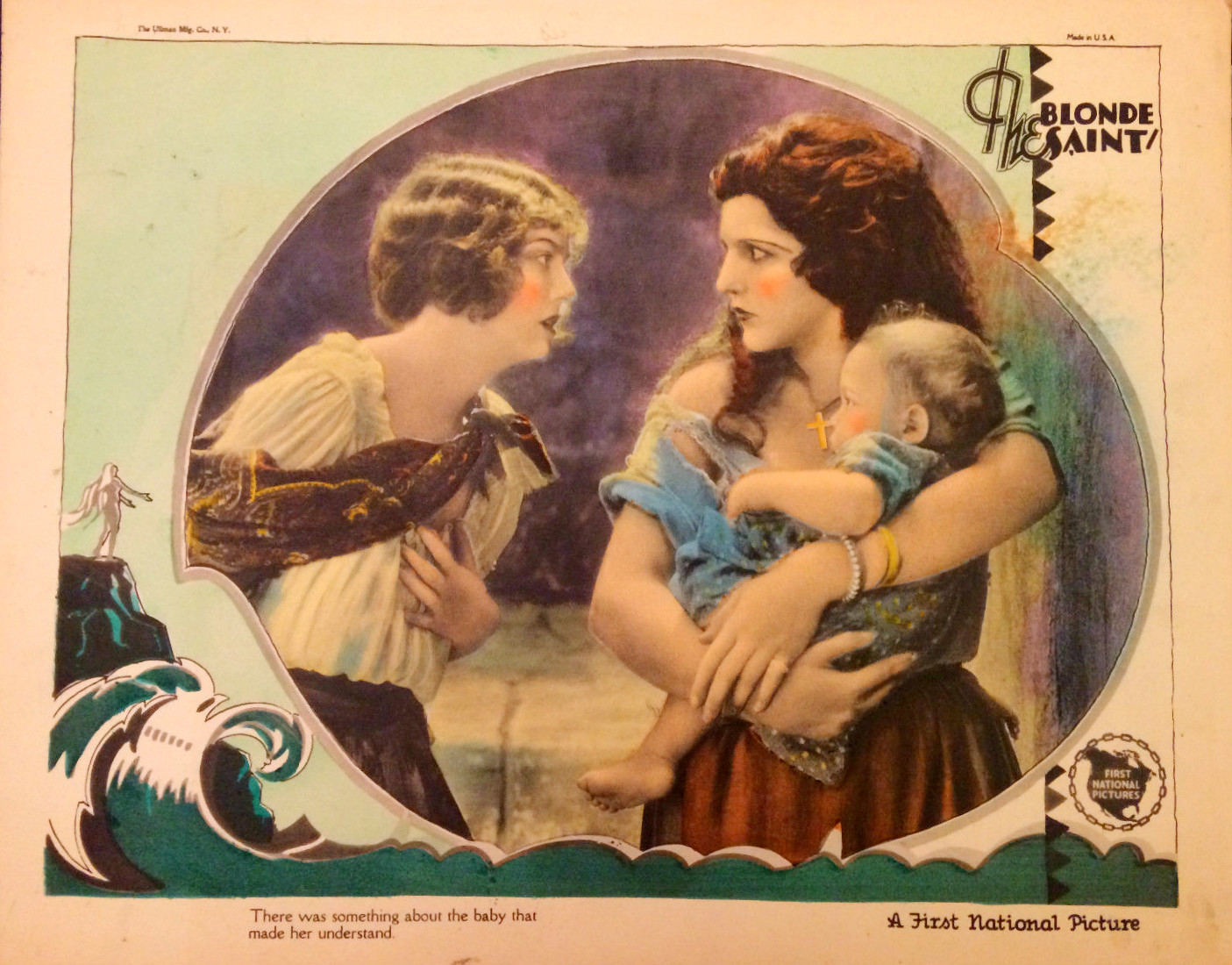
Carte promotionnelle du film.

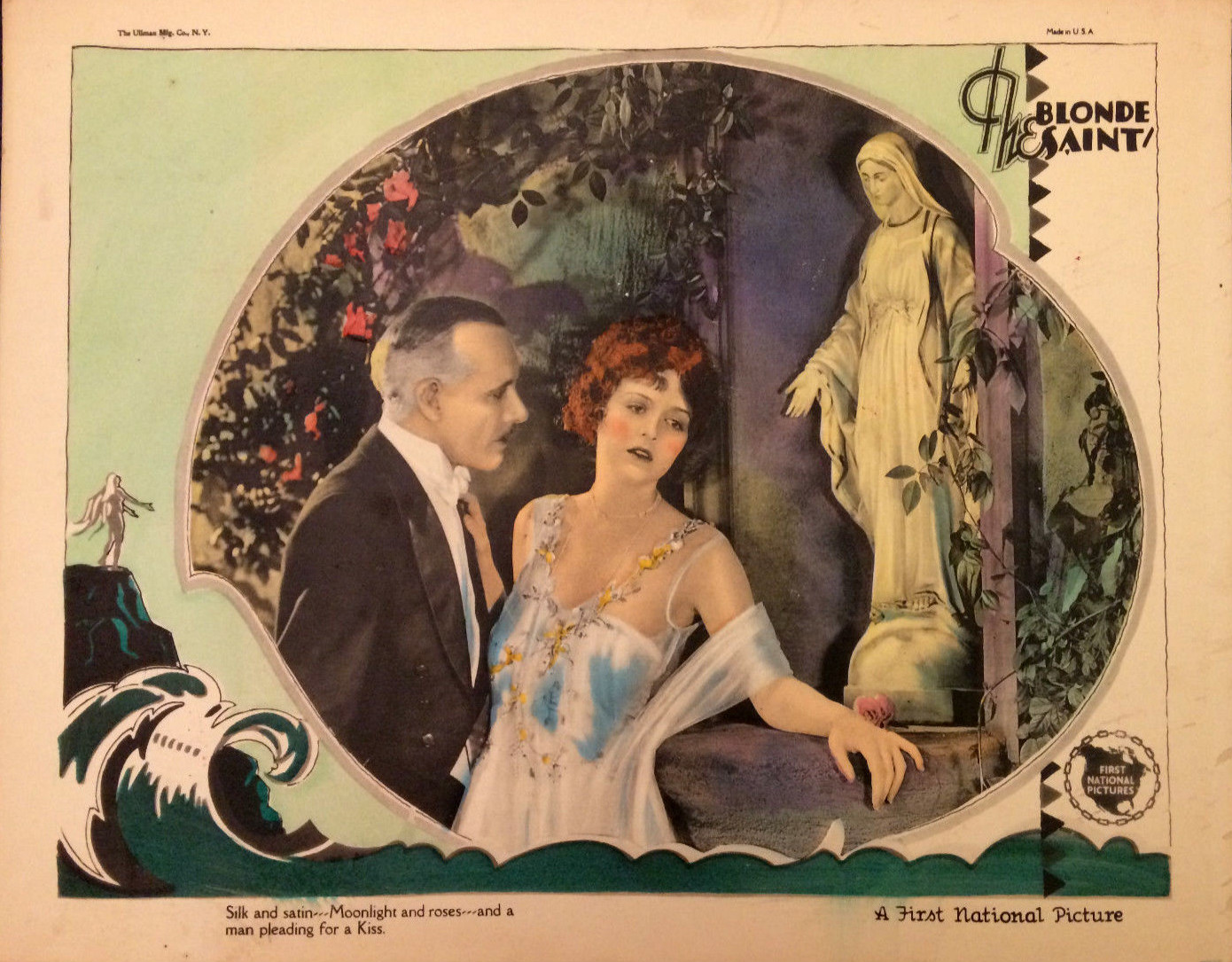
Autre carte du film.

The Blonde Saint est un film américain réalisé par Svend Gade, sorti en 1926.

## Synopsis
Le playboy Sebastian Maure s'intéresse à Ghirlaine « Anne » Bellamy, mais elle lui résiste car il a une mauvaise réputation, ne croit en rien et ne vit que pour satisfaire ses propres désirs. Son intuition lui conseille de se rapprocher du vertueux Vincent Pamfort, et elle finit par annoncer à Maure qu'elle part en Angleterre pour vivre avec Pamfort. Maure la fait embarquer sur un bateau à destination de Palerme, et, arrivant près de la Sicile, il force Anne à sauter avec lui par-dessus bord. Ils nagent jusqu'à une petite île où se trouve un village de pêcheurs. Ils découvrent que le village est frappé par une épidémie de choléra. Maure se consacre alors aux soins des malades. Anne, suivant son courage, prend sa part d'infirmière et commence à se demander si elle est heureuse que Maure ait promis de l'abandonner. En réponse à une lettre de Maure, Pamfort arrive sur l'île, mais Anne choisit alors de rester avec Maure.

## Fiche technique
- Réalisation : Svend Gade
- Scénario : Marion Fairfax d'après The Isle of Life de Stephen French Whitman
- Producteur : Sam E. Rork
- Photographie : Tony Gaudio
- Distributeur : First National Pictures
- Durée : 70 minutes (7 bobines)[2]
- Date de sortie : 20 novembre 1926

## Distribution
- Lewis Stone : Sebastian Maure
- Doris Kenyon : Ghirlaine Bellamy
- Ann Rork : Fannia
- Gilbert Roland : Annibale
- Cesare Gravina : Ilario
- Malcolm Denny : Vincent Pamfort
- Albert Conti : Andreas
- Vadim Uraneff : Nino
- Lillian Langdon
- Leo White : Tito